# Fritz Geißler (Politiker, 1903)
Fritz Geißler (* 16. September 1903 in Frankfurt am Main; † 13. Juni 1960) war ein deutscher Politiker (FDP) und Abgeordneter des Hessischen Landtags.

## Ausbildung und Beruf
Fritz Geißler studierte nach der Oberschule und dem Wirtschaftsabitur sechs Semester Staatswissenschaften an der Universität Frankfurt am Main. Ab 1923 war er im Staatsdienst tätig, bis es mit der Machtergreifung der Nationalsozialisten 1933 entlassen wurde. 1943 bis 1945 war er in Gefangenschaft. Nach dem Krieg arbeitete er ab 1946 bei der Stadtverwaltung in Frankfurt am Main.

## Politik
Fritz Geißler von 1925 bis 1933 Mitglied der DDP. Seit 1945 war er Mitglied der LDP bzw. später der FDP.
Er war bis 1948 Stadtverordneter in Frankfurt am Main. Von 1948 bis 1954 war er Bürgermeister in Lauterbach und vom 1. Juli 1954 bis zum 13. Juni 1960 Bürgermeister in Bad Nauheim. Ab 1956 war er Mitglied des Kreistags Friedberg. Vom 1. Dezember 1950 bis 30. November 1954 und vom 14. Oktober 1957, als er für Wolfgang Mischnick, der in den Deutschen Bundestag gewählt worden war, nachrückte, bis 30. November 1958 war Geißler Mitglied des Hessischen Landtags und 1954 Mitglied der 2. Bundesversammlung.